# Tractaet van Vereeninge

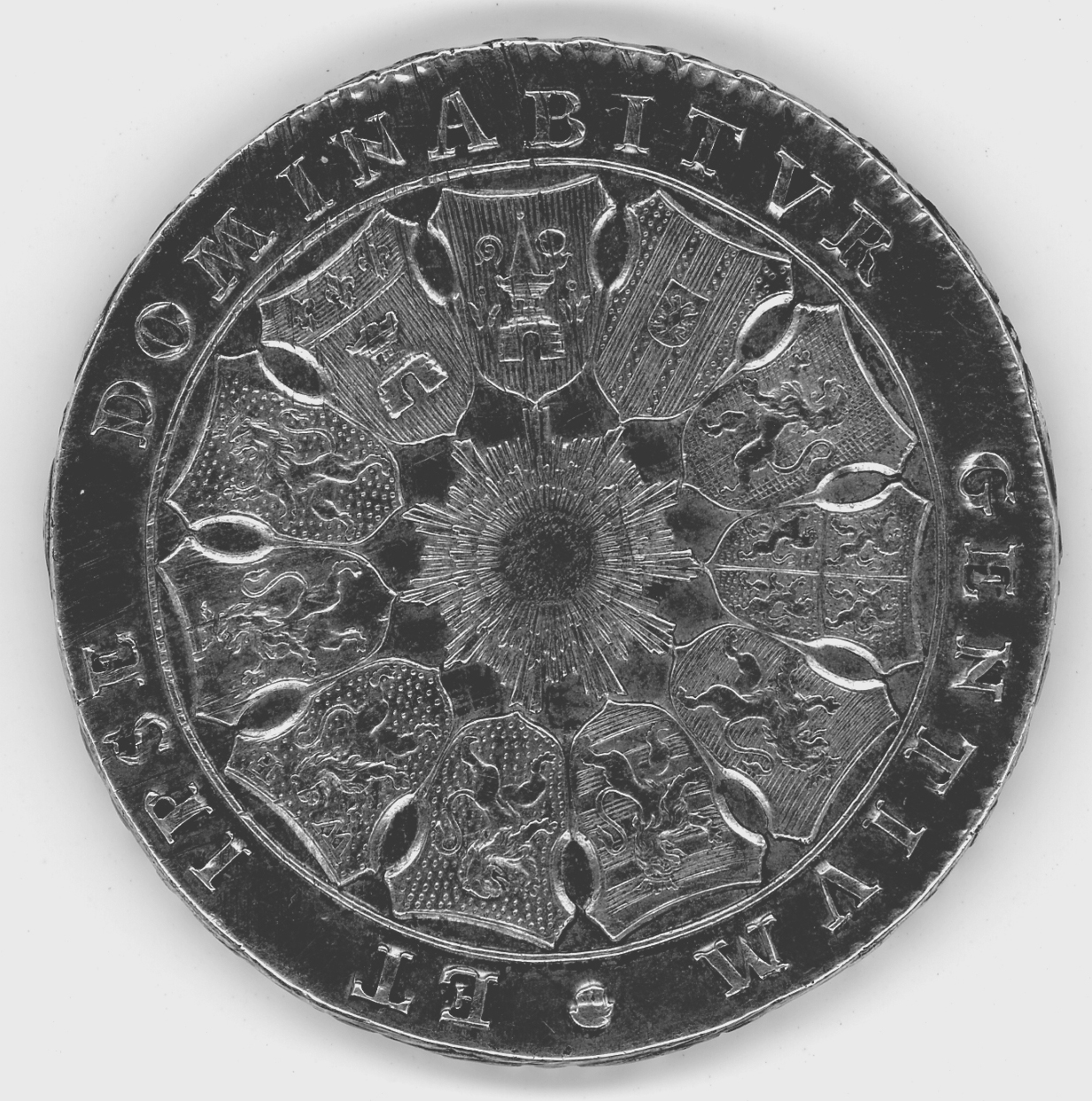
Munt van de Verenigde Nederlandse Staten met de wapens van alle 11 staten die met het Tractaet werden verenigd.

Het Tractaet van Vereeninge (modern Nederlands: Traktaat van Vereniging; Frans: Traité d'Union), voluit Tractaet van vereeninge, ende oprechtinge van het souvereyn congres der Vereenigde Nederlandsche Staeten, was een verdrag tijdens de Brabantse Omwenteling dat leidde tot de stichting van de Verenigde Nederlandse Staten. Deze confederale republiek bestond uit de elf opstandige Oostenrijks-Nederlandse gewesten Brabant, Vlaanderen, West-Vlaanderen, Henegouwen, Namen, Oostenrijks-Gelre, Mechelen, Doornik en het Doornikse (geteld als twee aparte staten), Limburg (met de Landen van Overmaas; maakte deel uit van de unie van 8 maart tot juli) en Luxemburg (dat het verdrag nooit ondertekende en daardoor effectief buiten de unie bleef). Het werd gesloten in de Staten-Generaal op 11 januari 1790 en werd op 20 januari door de verschillende provincies geratificeerd.

## Geschiedenis
Het Tractaet kwam nadat het revolutionaire patriottenleger van vonckisten (Pro aris et focis) en statisten (Comité van Breda) op 24 oktober 1789 vanuit Staats-Brabant de Oostenrijkse Nederlanden binnenviel, de Oostenrijkers versloeg in de Slag bij Turnhout en vervolgens stad na stad veroverde. De gewesten verklaarden elk op hun beurt (met uitzondering van Luxemburg) keizer Jozef II vervallen van de soevereiniteit:
- 15–16 december 1789: Mechelen
- 21 december 1789: Henegouwen
- 23 december 1789: Namen
- 26 december 1789: Doornik en het Doornikse
- 31 december 1789: Brabant, zie Manifest van het Brabantse Volk
- 1 januari 1790: Oostenrijks-Gelre
- 4 januari 1790: Vlaanderen, zie Manifest van de Provincie Vlaanderen
- 1 maart 1790: West-Vlaanderen
- 9 maart 1790: Staten van Limburg en de Landen van Overmaas

Naarmate de gewesten zich aldus individueel onafhankelijk aan het verklaren waren, groeide het besef dat men, in plaats van los van elkaar te blijven bestaan, beter een statenbond kon oprichten, met behoud van een grote mate van autonomie per gewest. Het Tractaet fungeerde als grondwet van de Verenigde Nederlandse Staten. Het was sterk afgekeken van de Amerikaanse Artikelen van Confederatie (1776), die op hun beurt gebaseerd waren op de Noord-Nederlandse Unie van Utrecht (1579) (aan de laatste hadden Brabant, Vlaanderen en Mechelen ook meegedaan, tot ze in de jaren 1580 heroverd werden door het Spaanse leger). De nieuwe staatsinrichting was zodoende een compromis tussen de wettige grondslagen van de Republiek der Zeven Verenigde Nederlanden en de Verenigde Staten van Amerika.
In tegenstelling tot de Franse Revolutie, die goederen van de kerk en gevluchte edelen verbeurd verklaarde en het feodale stelsel en de rechten en privileges van de aristocratie afschafte in Frankrijk, benadrukte het Tractaet dat de katholieke religie en de traditionele privileges van de aristocratie volkomen gehandhaafd zouden blijven. Wel werden de Nederlandse Staten twee jaar eerder een republiek dan Frankrijk, waar men eerst nog het koningschap voortzette, van 3 september 1791 tot 21 september 1792 als constitutionele monarchie.